# Spilosoma lutea
Spilosoma lutea — вид лускокрилих комах з родини еребід (Erebidae).

## Поширення
Палеарктичний вид. Поширений в Європі та Азії на схід до Японії. Вони живуть на узліссях, у теплих і відкритих місцях і садах.

## Опис
Розмах крил 34–42 мм. Вони мають жовті передні крила, на яких видно дуже різноманітний, косо розташований ряд чорних крапок. Тіло чорне з жовтими кільцями.
Гусениці білуватого або світло-коричневого (залежно від віку) кольору, мають коричневу спинну лінію. У них багато світло-каштанового волосся. Голова також світло-коричнева.

## Спосіб життя
Буває два покоління у рік. Літають з травня по липень і з серпня по вересень. Метелики ведуть нічний спосіб життя. Гусениці багатоїдні, харчуються різними рослинами: кульбабою, кропивою, подорожником, щавлем, папороттю, ожиною, малиною тощо.

## Підвиди
- Spilarctia lutea lutea
- Spilarctia lutea adzharica Dubatolov, 2007 (Грузія)
- Spilarctia lutea japonica (Rothschild, 1910) (Далекий Схід)
- Spilarctia lutea rhodosoma (Turati, 1907) (Сицилія)